# Горна-Малина (община)
Горна-Малина (болг. Община Горна Малина) — община в Болгарии. Входит в состав Софийской области. Население составляет 5964 человека (на 21.07.05 г.).
Площадь территории — 336,3 км². Граничит с общинами Ботевград, Правец, Етрополе, Елин-Пелин и Мирково.
Кмет (мэр) общины Горна-Малина — Емил Христов Найденов Болгарская социалистическая партия (БСП) по результатам выборов 2007 года.

## Состав общины
В состав общины входят следующие населённые пункты:
1. Априлово
2. Байлово
3. Белопопци
4. Гайтанево
5. Горна-Малина
6. Горно-Камарци
7. Долна-Малина
8. Долно-Камарци
9. Макоцево
10. Негушево
11. Осоица
12. Саранци
13. Стыргел
14. Чеканчево